# Glade Spring
Glade Spring – miasto w Stanach Zjednoczonych, w stanie Wirginia, w hrabstwie Washington.